# Sinalunga
Sinalunga é uma comuna italiana da região da Toscana, província de Siena, com cerca de 11.782 habitantes. Estende-se por uma área de 78 km², tendo uma densidade populacional de 151 hab/km². Faz fronteira com Asciano, Cortona (AR), Foiano della Chiana (AR), Lucignano (AR), Rapolano Terme, Torrita di Siena, Trequanda.
Entre os personagens mais famosos do que Sinalunga, nós podemos encontrar Manuele Laschi (1982-)

## Demografia
| Variação demográfica do município entre 1861 e 2011                               |
|                                                                                   |
| Fonte: Istituto Nazionale di Statistica (ISTAT) - Elaboração gráfica da Wikipedia |